# Tipo de interés efectivo
El interés efectivo anual es un índice relacionado con el interés, que mide la rentabilidad de los ahorros o el coste de un crédito.  Para realizar una comparación uniforme del mercado las tasas de interés, ya sea para tomar un crédito, o para colocarlo, se llevan al valor de interés efectivo anual. 

## Cálculo del Tipo de Interés Efectivo
El interés efectivo anual es la diferencia del valor pagado al final de un año respecto al valor inicial.

{\displaystyle I_{ef}={\frac {V_{f}-V_{i}}{V_{i}}}}

Donde: 
{\displaystyle I_{ef}} es el interés efectivo
{\displaystyle V_{f}} es valor final
{\displaystyle V_{i}} es valor inicial

Teniendo el interés compuesto en {\displaystyle n} periodos como {\displaystyle V_{f}=V_{i}(1+r)^{n}}, se despeja:

{\displaystyle {\begin{array}{rcl}I_{ef}&=&{\frac {V_{f}-V_{i}}{V_{i}}}\\&=&{\frac {V_{i}(1+r)^{n}-V_{i}}{V_{i}}}\\&=&(1+r)^{n}-1\end{array}}}

Donde:
{\displaystyle r} es el la tasa o tipo de interés nominal

Si {\displaystyle n=A} es el número de periodos de pago en un año, la fórmula resulta:

{\displaystyle I_{ef}=(1+r)^{A}-1}